# New Bloomington (Ohio)
Pour les articles homonymes, voir New Bloomington.
New Bloomington est un village américain situé dans le comté de Marion, dans l'Ohio. Selon le recensement de 2010, sa population est de 515 habitants.